# Cascade rouge
Cascade rouge (The Creative Murders) est un roman policier de l’écrivain australien Carter Brown publié en 1971 aux États-Unis, puis en Australie. 
Le roman est traduit en français en 1976 dans la collection Carré noir. La traduction, prétendument "de l'américain", est signée Janine Hérisson. C'est une des nombreuses aventures du lieutenant Al Wheeler, bras droit du shérif Lavers dans la ville californienne fictive de Pine City ; la trente-huitième traduite aux Éditions Gallimard. Le héros est aussi le narrateur.

## Résumé
Al Wheeler réveille Eleanor Dolan au milieu de la nuit et trouve dans la douche de l'appartement le cadavre de Goldie Baker, précédente locataire des lieux. Appartement soigneusement verrouillé lorsque Eleanor s'est couchée, à l'exception du balcon situé à quinze mètres de hauteur. Si la jeune femme n'est pas coupable, qui a bien pu introduire nuitamment un cadavre chez elle, comment et pourquoi ? La victime étant au cœur d'une affaire de chantage, la piste s'écarte de Spiderman pour s'orienter vers une photographe, une agence d'espionnage industriel et les entreprises dans lesquelles celle-ci a sévi. À travailler en solitaire, si l'on excepte l'aide d'une secrétaire qui laisse régulièrement un slip chez lui en souvenir, le lieutenant finit par risquer, outre sa vie, son emploi.

## Personnages
- Al Wheeler, lieutenant enquêteur au bureau du shérif de Pine City.
- Le shérif Lavers.
- Annabelle Jackson, secrétaire du shérif.
- Doc Murphy, médecin légiste.
- Ed Sanger, technicien du laboratoire criminel.
- Eleanor Dolan, secrétaire particulière de Jeff Fallan.
- Celestine Jackson, photographe.
- Marco, directeur du Bureau de Recherches Marco.
- Helen Walsh, sa secrétaire.
- Ray Kendrick, bras droit de Marco.
- Jeff Fallan, directeur général adjoint d'Allied Concepts.
- Richard Crespin, directeur général de Harris Consultants Inc.

## Édition
- Carré noir no 237, 1976,  (ISBN 2070432378).